# Blackpink 2021 'The Show' Live
Blackpink 2021 'The Show' Live è il quarto album dal vivo del girl group sudcoreano Blackpink, pubblicato il 1º giugno 2021 dalle etichette YG Entertainment e Interscope Records.

## Descrizione e pubblicazione
Il disco è frutto della registrazione avvenuta durante il loro concerto tenutosi in diretta streaming, The Show. L'11 maggio 2021, la YG Entertainment ha rivelato il disco live del concerto si poteva acquistare sul negozio ufficiale della compagnia, YG Select. L'album fisico contiene un digipack, 2 CD, un fotolibro, 2 cartoline fotografiche casuali e un adesivo casuale. La compagnia del gruppo ha anche annunciato che le cover soliste di Jisoo e Lisa in The Show non potevano essere incluse nell'album a causa di problemi di copyright.
L'album stato pubblicato il 1º giugno 2021 sulle piattaforme di streaming. Lo stesso giorno, la YG Entertainment ha aperto le versioni preordinate per la versione KiT e il DVD di The Show.

## Tracce
CD 1
1. Kill This Love – 3:11
2. Crazy Over You – 2:56
3. How You Like That – 2:59
4. Don't Know What to Do – 3:18
5. Playing with Fire – 3:16
6. Lovesick Girls – 3:13
7. Love to Hate Me + You Never Know – 6:14

CD 2
1. Jennie – Solo – 2:45
2. Rosé – Gone – 1:39
3. Pretty Savage – 3:22
4. Ddu-Du Ddu-Du – 4:01
5. Whistle – 3:33
6. As If It's Your Last – 3:43
7. Boombayah – 2:53
8. Forever Young – 6:24

## Classifiche
| Classifica (2021) | Posizione massima |
| ----------------- | ----------------- |
| Corea del Sud     | 8                 |

## Date di pubblicazione
| Paese         | Data di pubblicazione | Formato                      | Etichetta      | Note        |
| ------------- | --------------------- | ---------------------------- | -------------- | ----------- |
| Mondo         | 1º giugno 2021        | Download digitale, streaming | YG, Interscope | [ 3 ]       |
| Corea del Sud | 11 giugno 2021        | CD                           | YG, Interscope | [ 4 ]       |
| Corea del Sud | 18 giugno 2021        | KiT Video, DVD               | YG, Interscope | [ 5 ] [ 6 ] |